# 新田愛祐
新田 愛祐（にった あいすけ、1892年〈明治25年〉8月3日 - 没年不明）は、日本の実業家。新田ベニヤ工業社長。日本皮革工聯理事長。父は新田帯革製造所（現・ニッタ）創業者の新田長次郎。

## 経歴
大阪府平民、新田帯革製造所社長・新田長次郎の四男、あるいは五男。1913年、東京高等工業学校応用化学科を卒業。
新田帯革北海道工場長、新田ベニヤ十勝工場長、日本畜産増殖、新田化学工業、新田帯革製造所各代表、日本皮革工聯理事長、新田膠質工業顧問、新田産業取締役、新田ベニヤ工業、日新ボード、新田産業各社長などをつとめる。

## 人物
新田宗一、新田長三、新田昌次の弟である。会社重役である。1921年、分家する。
趣味は蹴球、競馬、読書。宗教は真言宗。東京在籍で、住所は渋谷区豊分町（現在の渋谷区広尾2丁目）、品川区大井庚塚町（現在の品川区大井）。

## 家族・親族
新田家
- 妻・孝（1897年 - ?、三重、河村清兵衛の二女）[2]
- 長男・祐一（1919年 - ?、慶應義塾大学経済科卒業、新田ベニヤ工業社長）[9]
- 二男・裕二[1][2]（あるいは祐二[9]、1921年 - ?） - 北海道出身[9]、帯広獣医畜産専門学校（現・帯広畜産大学）卒業[9]、新田ベニヤ工業取締役、同常務。
- 三男（1927年 - ）[2]
- 四男（1929年 - ）[2]
- 五男・知也[2]（馬主、千葉新田牧場、1931年 - ）
- 六男・宏行[2]（ニッタクス社長、1932年 - ）

親戚
- 木子七郎（建築家） - 妹・カツの夫。建築家木子幸三郎の弟。
- 高橋守雄（内務官僚） - 警視総監。兄宗一の二女の夫の父。
- 李家孝（実業家） - 三菱製鋼会長。